# Mars 1928
Mars 1928 est le 3e mois de l'année 1928.

## Événements
- France : loi sur les assurances sociales obligatoires dans l'industrie et le commerce (modifiée en 1930).
- Égypte : un jeune instituteur du Delta, disciple de Rida, Hassan al-Banna fonde à Ismaïlia la société des Frères musulmans, association dont le but est de « promouvoir le bien et de interdire le mal ». Le mouvement vient d’une contestation populaire de l’occidentalisation de l’Égypte. Il entend réislamiser la société mais aussi lutter contre l’Islam populaire, prenant modèle de la société saoudienne. Son but est la conquête du pouvoir pour y établir un État islamique, reposant sur l’appel. La société se dote d’un programme économique et social : reconnaissance de la propriété individuelle, droit de tous au travail, condamnation des sources malhonnêtes de profit, lutte contre les écarts sociaux, sécurité sociale et assurance sur la vie pour tous. Les Frères musulmans soutiennent le roi contre le Wafd.
- 5 mars : un équipage d'aviateurs américains mixte relie New York et La Havane en 14 heures et 2 minutes sans escale.

- 8 mars, France : création de l’agence Publicis par Marcel Bleustein-Blanchet.

- 11 mars : Grand Prix automobile de Tripoli.

- 25 mars : à Barcelone (Espagne), alternative « espagnole » de Fermín Espinosa Saucedo dit « Armillita Chico », matador mexicain. Il avait déjà pris une alternative « mexicaine » le 23 octobre 1927.

- 28 mars : 
  - Première liaison téléphonique transatlantique entre Paris et New York.
  - Création de la région autonome du Birobidjan, en Sibérie orientale, destinée aux Juifs chassés de Russie ou apatrides.

- 28 au 30 mars : un équipage d'aviateurs américains (Stinson et Aldeman) bat le record de durée de vol : 53 heures et 36 minutes, sur un Stinson-Wright.

- 30 mars : l'aviateur italien Mario di Bernardi s'empare du record du monde de vitesse : 512,776 kilomètres par heure, avec son hydravion de course Macchi M-52 Bis[1].

- 31 mars, France : la loi Painlevé fixe à un an la durée du service militaire.

## Naissances
- 1er mars : 
  - Jacques Rivette, réalisateur, scénariste français († 29 janvier 2016).
  - Philippe Tesson, journaliste et chroniqueur de radio et de télévision français († 1er février 2023).
- 6 mars : Gabriel García Márquez, écrivain colombien († 17 avril 2014).
- 9 mars : Gerald Bull, ingénieur canadien († 22 mars 1990).
- 11 mars : 
  - Frederick Stafford, acteur australien d'origine tchèque († 28 juillet 1979).
  - Marilyn Ruth Take, patineuse artistique canadienne († 14 avril 2023).
- 12 mars : 
  - Thérèse Lavoie-Roux, politicienne et sénatrice provenant du Québec († 31 janvier 2009).
  - Edward Albee, auteur dramatique américain (Qui a peur de Virginia Woolf ?) († 16 septembre 2016).
- 14 mars : Frank Borman, astronaute américain († 7 novembre 2023).
- 15 mars : Marcel Van, rédemptoriste vietnamien († 10 juillet 1959).
- 16 mars : Christa Ludwig, artiste lyrique allemande († 24 avril 2021).
- 17 mars : William John McKeag, lieutenant-gouverneur du Manitoba († 23 août 2007).
- 19 mars : 
  - Lem Winchester, vibraphoniste de jazz américain († 13 janvier 1961).
  - Patrick McGoohan, acteur, scénariste et réalisateur irlando-américain († 13 janvier 2009).
  - Hans Küng, théologien suisse († 6 avril 2021).
- 20 mars : Kamal Alakbarov, peintre et sculpteur azerbaïdjanais et soviétique († 21 mai 2009).
- 24 mars : Christian Poncelet, homme politique français († 11 septembre 2020).
- 25 mars : James Lovell, astronaute américain († 7 août 2025).
- 28 mars : Alexandre Grothendieck, mathématicien († 13 novembre 2014).
- 30 mars :
  - Robert Badinter, homme politique français († 8 ou 9 février 2024).
  - Tom Sharpe, écrivain britannique († 6 juin 2013).
- 31 mars : 
  - Marion Dewar, maire d'Ottawa († 15 septembre 2008).
  - Alfred Kleinermeilert, évêque catholique allemand († 22 octobre 2023).

## Décès
- 3 mars : Jan Toorop, peintre néerlandais (° 20 décembre 1858).